# 小川淳司
小川 淳司（おがわ じゅんじ、1957年8月30日 - ）は、千葉県習志野市出身の元プロ野球選手（外野手、右投右打）・監督・コーチ。現役引退後に、東京ヤクルトスワローズの一軍監督を2期（通算6年半）歴任。1期目と2期目の間（2015年 - 2017年）にはシニアディレクター、2期目終了後の2020年からゼネラルマネジャーを務めている。

## 経歴

### プロ入り前
中学校在学中は三塁手だったが、目立った実績を残せないまま地元校の習志野市立習志野高等学校に進学。大柄な体格と強肩の持ち主であったため、進学の直後は捕手に回っていた。チーム内から故障者が出たのをきっかけに、1年時の秋から投手に転向。
「肋間神経痛を抱えていても走り込みを休めなかった」というほどの猛練習を経て、エースの座をつかんだ。当時の2学年先輩に、内野手の掛布雅之がいる（詳細後述）。
2年時（1974年）夏の第56回全国高等学校野球選手権千葉大会では、千葉県立銚子商業高等学校との4回戦で1学年上の土屋正勝と投げ合ったが、0対2で惜敗。同校は千葉大会ばかりか、甲子園球場での本大会でも優勝した。ただし、習志野高校は秋季関東大会で準決勝にまで勝ち残ったことから、翌1975年の第47回選抜高等学校野球大会に出場。小川は沖縄県立豊見城高等学校との1回戦で赤嶺賢勇と投げ合ったものの、チームは初戦敗退を喫した。
3年時夏の第57回選手権千葉大会では、前年夏の全国制覇メンバーから篠塚利夫が残っていた銚子商業高校と再び対戦。自身の2点本塁打などで前年の雪辱を果たすと、決勝で千葉県立君津高等学校を破って本大会出場を決めた。本大会では2度にわたる台風接近の影響で5日間の日程順延に見舞われながらも、決勝までの全5試合で完投。初戦（旭川龍谷高等学校との2回戦）では2点を失ったものの、3回戦から準決勝まで3試合連続で完封勝利を挙げた。準決勝で右肩を痛めた影響で、愛媛県立新居浜商業高等学校との決勝では10安打を打たれて4点を失ったが、チームは9回裏のサヨナラ勝利によって8年ぶりの優勝を果たした（詳細後述）。このような活躍を背景に、大会の直後には、全日本高校選抜チームの一員としてアメリカ合衆国の西海岸・ハワイ遠征に帯同。日本への帰国後に臨んだ三重国体では、高校の部・野球競技決勝で新居浜商業高校と再戦したところ、またも9回裏の逆転サヨナラ勝利で優勝を果たした。
習志野高校から進学した中央大学で外野手に転向すると、東都大学野球のリーグ戦で通算に98試合出場。打率.228（351打数80安打）、5本塁打、39打点という成績を残した。また、4年時（1979年）の春季リーグ戦では、エースの香坂英典と共にチーム5年ぶりの優勝へ貢献。春期リーグ戦優勝により出場権を得た全日本大学野球選手権大会でも優勝を果たした。さらに大学のチームメイトの香坂、高木豊、熊野輝光などと共に日米大学野球の日本代表に選ばれると、原辰徳・岡田彰布とともにクリーンアップを任された。
大学からの卒業後に河合楽器へ入社すると、都市対抗野球大会に2年連続で出場。1981年のNPBドラフト会議での4位指名を経て、ヤクルトスワローズへ入団した。

### プロ入り後
1982年から一軍に定着したが、当初は左投手が登板した場合にのみ起用されることが多かった。
1983年8月26日の対読売ジャイアンツ（巨人）戦（後楽園球場）では、同点で迎えた9回表二死から、左投手の香坂（中央大学からドラフト外扱いで1980年に入団）が救援で登板したタイミングで代打に起用されたが凡退。その裏に巨人がサヨナラ勝利を収めたことによって、香坂は一軍公式戦で生涯唯一の白星を手にした。
1984年・1985年には右翼手としてレギュラーに定着した。
1986年には、故障の影響で打撃が低迷。
1987年以降は、荒井幸雄の入団・内野手だった広沢克己の外野コンバートなどのあおりを受ける格好で
準レギュラーに回った。
1992年のシーズン中に角盈男との交換トレードで日本ハムファイターズへ移籍したが、この年限りで現役を引退した。

### 現役引退後
1993年から1995年までヤクルトのスカウトとして宮本慎也、石井弘寿などの獲得に携わる。
2軍監督の若松勉は小川の人間性と我慢強さを買って球団に小川を2軍コーチにするよう頼み球団は「将来的に球団を背負うスカウトだから」と渋ったが1996年から1998年まで二軍守備走塁コーチを務めた。
1999年から2007年まで9年間の長きにわたり二軍監督を務めた。
2008年から一軍ヘッドコーチに昇格。
2010年、5月25日に高田繁が監督を辞任したことを受け、2日後の27日より監督代行に就任した。監督代行就任後は不振の原因となっていた打線のてこ入れに着手し、青木宣親の打順を1番へと再変更した。また、不振のアーロン・ガイエル、ジェイミー・デントナの両外国人選手を外し、打撃力はあるもののほとんど外野手の経験のなかった畠山和洋をレギュラー外野手として起用した。これらの采配が功を奏し、新戦力ジョシュ・ホワイトセルの活躍もあってチーム成績は急上昇した。監督代行就任期間の成績は59勝36敗3分、勝率.621で、19あった借金を完済した上に4つの貯金を作り、クライマックスシリーズ（以下CS）進出争いにも加わった。この快進撃は、ヤクルト本社の製品にちなんで「メークミルミル」と呼ばれた。
2011年から2年契約で正式に監督への就任が決定した。また、同年8月2日に球団史上最速で監督通算100勝を記録した。この記録は球界全体で13位。4月から9月までは首位を走っていたが9月に故障者が続出、また宮本以外の主力に優勝経験者が不足していたこともあり、土壇場で10年ぶりの優勝を逃した。CSではルーキーの山田哲人を1番、青木宣親を4番に起用するなど、思い切った采配を見せたが、中日に2勝3敗で日本シリーズ進出を逃した。
2012年、開幕直後は中日と首位を争うが、5月に6勝15敗と大きく負け越す。交流戦では10連敗を記録、交流戦最下位となった。後半戦では2位の中日に9.5ゲーム差ながらも広島との3位争いを制する。CSでは貧打で中日に1勝2敗と敗退。特に第3戦では先発の村中恭兵を無失点にもかかわらず5回途中で降板させた采配がOBの豊田泰光から酷評された。
2013年、最下位でシーズン終了し、この年で契約が切れることもあって一部報道では辞任も報じられたが、続投となった。
2014年、2年連続で最下位に低迷し、9月22日に球団に申し入れ、同年限りで監督を辞任することを会見で表明した。10月31日に2015年1月1日付でシニアディレクターに就任することが発表された。
2017年、真中満の監督退任を受け、2017年10月5日に2018年シーズンより一軍監督として復帰することが発表された。背番号は第1次監督時代と同じ「80」。
2018年、前年の最下位（45勝96敗・借金51）から75勝66敗（貯金9）の2位と立て直しに成功した。
2019年、序盤は好調だったが、その後セ・リーグワーストタイの16連敗を喫して一気に最下位に転落、そのまま低迷してシーズンを終えた。9月8日に同年限りで監督を退任することを表明。シーズン終了後の12月3日に、ゼネラルマネージャーとしてフロントに復帰することが発表された。

## 選手としての特徴
長打力と強肩が持ち味。ヤクルトで正右翼手の座にあった1984年・1985年には、一軍の公式戦でシーズン2桁本塁打（いずれも11本塁打）を記録した一方で、打率が安定しなかった。
入団当初と1987年以降は、左投手が登板した試合でのスタメンや試合終盤の守備固めで起用されることが多かった。その一方で、同年にも一軍公式戦でシーズン11本塁打を記録。1990年には、一軍の公式戦で放った13安打のうち本塁打が7本を占めるなど、現役生活の終盤まで長打力を発揮していた。

## 人物
習志野高校硬式野球部での2学年先輩だった掛布は、卒業後に阪神の主力打者として長く活躍していたため、小川のヤクルト入団後も公式戦でたびたび対戦していた。小川は、高校時代の掛布について、現役引退後に本人との対談で「当時は（自分が1年生だったので）話もできなかったが、存在は意識していた」と語っている。なお、プロで唯一の満塁本塁打は1988年10月10日の阪神26回戦（甲子園）の9回にマット・キーオから放っており、その試合は掛布の引退試合だった。
エースとして習志野高校を優勝に導いた3年時の選手権本大会では、2試合目（3回戦）の翌日から3日続けて全試合が雨天で順延された影響で、準々決勝には中4日で登板。準々決勝の翌日に準決勝が組まれたが、準決勝の翌日に予定されていた決勝が2日連続で雨天中止になった。小川は、開幕からの長雨で大会史上最多の日程順延を余儀なくされた第103回全国高等学校野球選手権大会（2021年）の期間中に、「（準々決勝からの2日連続完封勝利で）準決勝を終えた夜には肩が痛くて、翌日の決勝が雨で流れる（順延される）のかが気になっていた。実際には2日続けて中止になったことで、ノースローで過ごした後に決勝へ臨めたことが私にとって良かった」と述懐。そのうえで、高校野球の指導者に対して、「高校生に『試合をやりたい』という気持ちがある以上、『その気持ちを自制しよう』と言われても難しいので、うまく気持ちを切り替えられるようにしてあげて欲しい」とのアドバイスを送っている。
真面目な性格であり、自分の練習の後も最後まで残って球拾いをしていた姿を見て当時の関根潤三監督が「オマエら、小川を見習え!」と褒めていたという。また、気が優しく気遣いが出来る人物として知られ、一方でその優しすぎる人柄が勝負の世界においては欠点と言われることもあったという。
野村克也監督からは、1990年4月28日の対巨人戦でそれまで宮本和知の前に2三振を喫していたところ捕手の山倉和博のリードに対する読みを伝授された（その結果、3打席目に本塁打を放った）ことや、守備固めに入った試合の翌日、当たり前に処理しただけと自身が捉えていた前日のプレーについて「昨日はナイスプレーだったな。（守備が）上手いやつの追い方だ、あれは」と褒められたこともあった（野村が選手を直接褒めることは滅多にない）。
犯罪者を更生させる保護司を務めていた父の「犯罪者は出会いの失敗者なんだ」という言葉を聞いてから「指導者となった自分が、選手にとって出会いの失敗になってはならない」と考えるようになり、その信念の下、二軍監督時代には練習もほとんどせずに怠惰な生活ばかりを送る畠山和洋を精魂かけて指導し、後のヤクルトの主力選手にまで成長させた。

## 詳細情報

### 年度別打撃成績
| 年 度     | 球 団     | 試 合 | 打 席 | 打 数 | 得 点 | 安 打 | 二 塁 打 | 三 塁 打 | 本 塁 打 | 塁 打 | 打 点 | 盗 塁 | 盗 塁 死 | 犠 打 | 犠 飛 | 四 球 | 敬 遠 | 死 球 | 三 振 | 併 殺 打 | 打 率 | 出 塁 率 | 長 打 率 | O P S |
| --------- | --------- | ----- | ----- | ----- | ----- | ----- | -------- | -------- | -------- | ----- | ----- | ----- | -------- | ----- | ----- | ----- | ----- | ----- | ----- | -------- | ----- | -------- | -------- | ----- |
| 1982      | ヤクルト  | 85    | 201   | 197   | 12    | 42    | 4        | 0        | 3        | 55    | 16    | 2     | 1        | 1     | 1     | 2     | 0     | 0     | 39    | 4        | .213  | .220     | .279     | .499  |
| 1983      | ヤクルト  | 71    | 132   | 131   | 13    | 33    | 5        | 0        | 4        | 50    | 13    | 0     | 1        | 0     | 0     | 1     | 0     | 0     | 28    | 0        | .252  | .258     | .382     | .640  |
| 1984      | ヤクルト  | 115   | 303   | 278   | 34    | 70    | 11       | 2        | 11       | 118   | 35    | 0     | 2        | 4     | 3     | 17    | 4     | 1     | 49    | 3        | .252  | .294     | .424     | .718  |
| 1985      | ヤクルト  | 118   | 369   | 335   | 41    | 80    | 13       | 1        | 11       | 128   | 30    | 0     | 1        | 2     | 3     | 27    | 1     | 2     | 80    | 4        | .239  | .297     | .382     | .679  |
| 1986      | ヤクルト  | 94    | 91    | 87    | 10    | 16    | 3        | 0        | 3        | 28    | 10    | 3     | 1        | 1     | 2     | 1     | 0     | 0     | 34    | 3        | .184  | .189     | .322     | .511  |
| 1987      | ヤクルト  | 113   | 245   | 229   | 32    | 55    | 5        | 3        | 11       | 99    | 31    | 2     | 2        | 2     | 1     | 13    | 0     | 0     | 48    | 5        | .240  | .280     | .432     | .712  |
| 1988      | ヤクルト  | 103   | 229   | 207   | 28    | 60    | 16       | 1        | 8        | 102   | 24    | 2     | 1        | 4     | 2     | 15    | 0     | 1     | 51    | 0        | .290  | .338     | .493     | .831  |
| 1989      | ヤクルト  | 95    | 122   | 106   | 11    | 28    | 8        | 0        | 4        | 48    | 13    | 3     | 4        | 1     | 0     | 14    | 1     | 1     | 24    | 3        | .264  | .355     | .453     | .808  |
| 1990      | ヤクルト  | 50    | 90    | 77    | 11    | 13    | 1        | 0        | 7        | 35    | 15    | 1     | 0        | 1     | 0     | 12    | 0     | 0     | 22    | 6        | .169  | .281     | .455     | .736  |
| 1991      | ヤクルト  | 49    | 57    | 52    | 6     | 8     | 0        | 0        | 2        | 14    | 5     | 0     | 0        | 2     | 0     | 3     | 1     | 0     | 15    | 0        | .154  | .200     | .269     | .469  |
| 1992      | 日本ハム  | 47    | 58    | 48    | 5     | 7     | 0        | 0        | 2        | 13    | 3     | 0     | 0        | 6     | 0     | 3     | 0     | 1     | 16    | 0        | .146  | .212     | .271     | .483  |
| NPB：11年 | NPB：11年 | 940   | 1897  | 1747  | 203   | 412   | 66       | 7        | 66       | 690   | 195   | 13    | 13       | 24    | 12    | 108   | 7     | 6     | 406   | 28       | .236  | .281     | .395     | .676  |

### 監督代行成績
| 年 度     | 球 団     | 順 位     | 試 合      | 勝 利      | 敗 戦      | 引 分      | 勝 率      |
| --------- | --------- | --------- | ---------- | ---------- | ---------- | ---------- | ---------- |
| 2010      | ヤクルト  | 4位       | 98         | 59         | 36         | 3          | .621       |
| 通算：1年 | 通算：1年 | 通算：1年 | Bクラス1回 | Bクラス1回 | Bクラス1回 | Bクラス1回 | Bクラス1回 |

### 通算監督成績
| 年 度     | 球 団     | 順 位     | 試 合 | 勝 利 | 敗 戦 | 引 分 | 勝 率 | ゲ ｜ ム 差            | 本 塁 打               | 打 率                  | 防 御 率               | 年 齡                  |
| --------- | --------- | --------- | ----- | ----- | ----- | ----- | ----- | ---------------------- | ---------------------- | ---------------------- | ---------------------- | ---------------------- |
| 2011      | ヤクルト  | 2位       | 144   | 70    | 59    | 15    | .543  | 2.5                    | 85                     | .244                   | 3.36                   | 54歳                   |
| 2012      | ヤクルト  | 3位       | 144   | 68    | 65    | 11    | .511  | 20.0                   | 90                     | .260                   | 3.35                   | 55歳                   |
| 2013      | ヤクルト  | 6位       | 144   | 57    | 83    | 4     | .407  | 28.5                   | 134                    | .253                   | 4.26                   | 56歳                   |
| 2014      | ヤクルト  | 6位       | 144   | 60    | 81    | 3     | .426  | 21.0                   | 139                    | .279                   | 4.62                   | 57歳                   |
| 2018      | ヤクルト  | 2位       | 143   | 75    | 66    | 2     | .532  | 7.0                    | 135                    | .266                   | 4.13                   | 61歳                   |
| 2019      | ヤクルト  | 6位       | 143   | 59    | 82    | 2     | .418  | 18.0                   | 167                    | .244                   | 4.78                   | 62歳                   |
| 通算：6年 | 通算：6年 | 通算：6年 | 862   | 389   | 436   | 37    | .482  | Aクラス3回、Bクラス3回 | Aクラス3回、Bクラス3回 | Aクラス3回、Bクラス3回 | Aクラス3回、Bクラス3回 | Aクラス3回、Bクラス3回 |

ポストシーズン
| 年 度 | 球 団    | 大 会 名                                              | 相 手                 | 勝 敗                  |
| ----- | -------- | ----------------------------------------------------- | --------------------- | ---------------------- |
| 2011  | ヤクルト | セントラル・リーグ クライマックスシリーズ 第1ステージ | 巨人（セ・リーグ3位） | 2勝1敗=第2ステージ進出 |
| 2011  | ヤクルト | セントラル・リーグ クライマックスシリーズ 第2ステージ | 中日（セ・リーグ1位） | 2勝3敗（※1）=敗退      |
| 2012  | ヤクルト | セントラル・リーグ クライマックスシリーズ             | 中日（セ・リーグ2位） | 1勝2敗=敗退            |
| 2018  | ヤクルト | セントラル・リーグ クライマックスシリーズ             | 巨人（セ・リーグ3位） | 0勝2敗=敗退            |

- ※ 勝敗の太字は勝利したシリーズ
- （※1）リーグ優勝球団に与えられるアドバンテージによる1敗を含む

### 記録
- 初出場：1982年4月10日、対阪神タイガース1回戦（阪神甲子園球場）、7回表に杉村繁の代打で出場、小林繁の前に凡退
- 初先発出場：1982年5月29日、対読売ジャイアンツ9回戦（後楽園球場）、8番・左翼手として先発出場
- 初安打：同上、3回表に新浦壽夫から単打
- 初打点：1982年6月22日、対阪神タイガース15回戦（明治神宮野球場）、1回裏に福家雅明から2点適時打
- 初本塁打：1982年7月18日、対中日ドラゴンズ13回戦（ナゴヤ球場）、9回表に牛島和彦から左越ソロ

### 背番号
- 35（1982年 - 1991年）
- 47（1992年）
- 80（1996年 - 2014年、2018年 - 2019年）